# 山田平太郎
山田 平太郎（やまだ へいたろう、1861年6月27日（文久元年5月20日） - 1910年（明治43年）9月8日）は、日本の政治家。衆議院議員（1期）。

## 経歴
新潟県西蒲原郡六分村（現・新潟市西蒲区）出身。出雲崎の遠州白水の下に漢学を学ぶ。農業を営み、所得税調査委員、西蒲原郡会議員、同参事会員、新潟県会議員となる。また、燕銀行、農工銀行各取締役、北越商業銀行、三条銀行各監査役を務めた。また中ノ口川治水や初代両郡橋の架設を行った。
1904年（明治37年）の第9回衆議院議員総選挙において新潟県郡部から無所属で立候補して2位で当選した。憲政本党に入り、衆議院議員を1期務めた。1908年（明治41年）の第10回衆議院議員総選挙には不出馬。1910年（明治43年）に中ノ口川での水難事故のため死去。